# Немецкая идеология

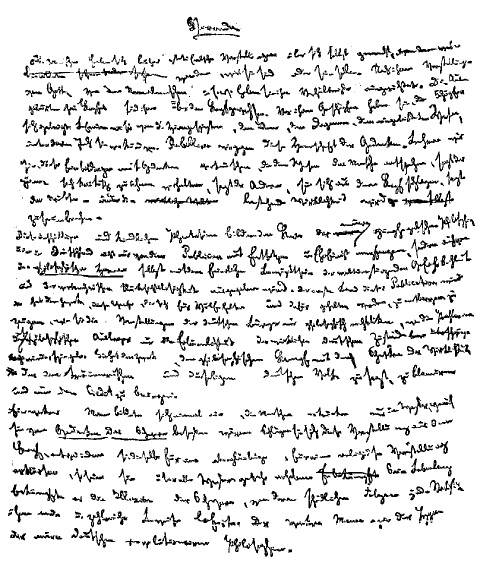
Первая страница из рукописи К. Маркса и Ф. Энгельса «Немецкая идеология». Предисловие (Написано рукой Маркса)

Неме́цкая идеоло́гия (нем. Die deutsche Ideologie) — философская работа К. Маркса и Ф. Энгельса. Состоит из двух томов. Написана с ноября 1845 года по август 1846 года, но Маркс и Энгельс не нашли издателя. Впервые полностью опубликована в 1932 году в Москве под редакцией Д. Рязанова.

## Содержание
Предисловие начинается с призыва к восстанию против ложных представлений (Vorstellungen), иллюзий и воображаемых существ. При этом поясняется, что речь идёт о «разложении гегелевской философии», который начался с Давида Штрауса. Немецкая философия в лице младогегельянства с этого времени представляет собой критику религии, тогда как старогегельянцы, напротив, пытались проводить апологию религии. Маркс исходит из того, что всякая философия обусловлена действительностью (Wirklichkeit) и именно люди (Die Menschen), «живые человеческие индивиды» являются источниками формирования идей. Особенностью людей является не то что они мыслят, но что они производят, создают материальные условия своей жизни. Развитие производства (Produktion) приводит к разделению труда (Die Teilung der Arbeit) на земледельческий (ackerbauenden), промышленный (industriellen) и торговый (kommerziellen). Также происходит отделение города (Stadt) от деревни (Land).
Производство также приводит к появлению различных «форм собственности» (Form des Eigentums): племенной, античной, феодальной. Также подразумевается наличие духовного производства (der geistigen Produktion) для регламентации взаимоотношений между людьми. Поэтому «люди являются производителями своих представлений, идей». Мораль, религия и метафизика интерпретируется как идеология и утрачивает самостоятельный статус, превращаясь в «испарения» материального процесса. Маркс отрицает возможность саморазвития идей и отвергает ценность (Wert) абстракций. При этом производство начинается с потребности (Bedürfnis), которая нуждается в удовлетворении (Befriedigung). Первой потребностью является потребность в пище. Разделение труда в процессе роста производства ведёт к обособлению индивидов, что выражается в понятии отчуждения (Entfremdung). Преодоление отчуждения возможно будет лишь в состоянии коммунизма (Kommunismus), где отсутствует частная собственность. При этом коммунизм не идеал, а реальная тенденция, частью которой является мировой рынок (Weltmarkt) и появившееся в XVIII веке гражданское общество (bürgerliche Gesellschaft). Впрочем, вызревание нового общества будет сопровождаться коммунистической революцией (kommunistische Revolution).
В ходе полемики с Фейербахом отмечается огромное значение влияния преобразующей деятельности человека на природу. 

Эта деятельность, этот непрерывный чувственный труд и созидание, это производство служит настолько глубокой основой всего чувственного мира, как он теперь существует, что если бы оно прекратилось хотя бы лишь на один год, то Фейербах увидел бы огромные изменения не только в мире природы, — очень скоро не стало бы и всего человеческого мира, его, Фейербаха, собственной способности созерцания и даже его собственного существования.
 Решающим фактором исторического процесса является деятельность людей, заключающаяся в двух взаимосвязанных сторонах: производстве и общении. Производство является определяющей стороной деятельности людей и представляет собой отношение людей к природе, воздействие людей на природу. Общение является отношением людей друг к другу в процессе производства и других процессах.
Материальное производство является решающим признаком, отличающим человека от животного. 

Людей можно отличать от животных по сознанию, по религии — вообще по чему угодно. Сами они начинают отличать себя от животных, как только начинают производить необходимые им средства к жизни, — шаг, который обусловлен их телесной организацией. Производя необходимые им средства к жизни, люди косвенным образом производят и самоё свою материальную жизнь.
 Способ производства определяет всю жизнь общества, все виды социальной деятельности представляют собой различные виды производства. 

Способ, каким люди производят необходимые им средства к жизни, зависит прежде всего от свойств самих этих средств, находимых ими в готовом виде и подлежащих воспроизведению Этот способ производства надо рассматривать не только с той стороны, что он является воспроизводством физического существования индивидов. В ещё большей степени, это — определённый способ деятельности данных индивидов, определённый вид их жизнедеятельности, их определённый образ жизни. Какова жизнедеятельность индивидов, таковы и они сами. То, что они собой представляют, совпадает, следовательно, с их производством — совпадает как с тем, что они производят, так и с тем, как они производят. Что представляют собой индивиды, — это зависит, следовательно, от материальных условий их производства.
В работе впервые выявлена диалектика взаимного влияния производительных сил и производственных отношений (в данной работе они называются формой общения), играющая решающую роль в концепции материалистического понимания истории. Производительные силы определяют тип общественных отношений, форму общества. Развиваясь, производительные силы приходят в противоречие с устаревшей формой общения. Это противоречие разрешает социальная революция, в результате которой форма общения, тормозящая развитие производительных сил, сменяется новой, дающей возможность дальнейшего развития производительных сил.

Таким образом, все исторические коллизии, согласно нашему пониманию, коренятся в противоречии между производительными силами и формой общения.
 Дана периодизация истории на основе развития производительных сил. Внешним выражением уровня развития производительных сил является степень разделения труда. Каждая степень разделения труда определяет соответствующую ей форму собственности. Первой формой собственности была племенная собственность. Последующее развитие производительных сил обусловило переход от доклассового общества к классовому. Вместе с общественным разделением труда в классовом обществе возникают и развиваются такие надстроечные исторические явления, как частная собственность и государство. Вторая форма собственности — античная собственность, третья — феодальная собственность, четвёртая — буржуазная собственность. В работе подробно рассмотрена история возникновения и основные этапы буржуазной формы частной собственности: период мануфактуры и период крупной промышленности. Государство есть форма, в которой индивиды, принадлежащие к господствующему классу, осуществляют свои общие интересы и в которой находят концентрированное выражение экономические отношения данной эпохи.

Благодаря высвобождению частной собственности из общности, государство приобрело самостоятельное существование наряду с гражданским обществом и вне его; но на деле государство есть не что иное, как форма организации, которую неизбежно должны принять буржуа, чтобы — как вовне, так и внутри государства — взаимно гарантировать свою собственность и свои интересы.
 Основной вопрос философии об отношении сознания к бытию решается материалистическим образом. 

Сознание никогда не может быть чем-либо иным, как осознанным бытием, а бытие людей есть реальный процесс их жизни.

Не сознание определяет жизнь, а жизнь определяет сознание.
 Сущность материалистического понимания истории излагается следующим образом: 

Таким образом, это понимание истории заключается в том, чтобы, исходя именно из материального производства непосредственной жизни, рассмотреть действительный процесс производства и понять связанную с данным способом производства и порождённую им форму общения — то есть гражданское общество на его различных ступенях — как основу всей истории; затем необходимо изобразить деятельность гражданского общества в сфере государственной жизни, а также объяснить из него все различные теоретические порождения и формы сознания, религию, философию, мораль и т. д. и т. д., и проследить процесс их возникновения на этой основе, благодаря чему, конечно, можно изобразить весь процесс в целом (а потому также и взаимодействие между его различными сторонами). Это понимание история, в отличие от идеалистического, не разыскивает в каждой эпохе какую-нибудь категорию, а остаётся всё время на почве действительной истории, объясняет не практику из идей, а объясняет идейные образования из материальной практики и в силу этого приходит также к тому результату, что все формы и продукты сознания могут быть уничтожены не духовной критикой, не растворением их в «самосознании» или превращением их в «привидения», «призраки», «причуды» и т. д., а лишь практическим ниспровержением реальных общественных отношений, из которых произошёл весь этот идеалистический вздор, — что не критика, а революция является движущей силой истории, а также религии, философии и всякой иной теории.
 Коммунизм понимается не как выработанный план идеального общества, а как закономерный результат действительного исторического процесса. 

Коммунизм для нас не состояние, которое должно быть установлено, не идеал, с которым должна сообразоваться действительность. Мы называем коммунизмом действительное движение, которое уничтожает теперешнее состояние.
 Сформулировано положение о необходимости завоевания пролетариатом политической власти в ходе революции. 

…каждый стремящийся к господству класс, — если даже его господство обусловливает, как это имеет место у пролетариата, уничтожение всей старой общественной формы и господства вообще, — должен прежде всего завоевать себе политическую власть, для того чтобы этот класс, в свою очередь, мог представить свой интерес как всеобщий,…
 Указана необходимость коммунистической революции. 

…революция необходима не только потому, что никаким иным способом невозможно свергнуть господствующий класс, но и потому, что свергающий класс только в революции может сбросить с себя всю старую мерзость и стать способным создать новую основу общества.
 Исходя из анализа реальных тенденций общественного развития, характеризуются основные черты будущего коммунистического общества. 

установление коммунизма имеет по существу экономический характер:
 Частная собственность на средства производства заменяется собственностью, принадлежащей ассоциированным индивидам, всему обществу. Разделение общества на классы исчезает и вместе с ним исчезает государство.

## Рецепция
Согласно Алексею Цветкову, именно с данной книги марксизм начинается как философия.
Как отмечает профессор МГУ А. Б. Рахманов, в рукописи «Немецкая идеология» (1845—1846) был разработан первоначальный вариант социальной философии Маркса и Энгельса.
Проф. А. С. Гальчинский полагает, что согласно таким тезисам «Немецкой идеологии» как: «Действительное духовное богатство индивида всецело зависит от богатства его действительных отношений» и др. (см. источник): «В этих положениях Маркса и Энгельса определена сущность антропологической глобализации. Ее логика должна быть понятна читателю: богатство человеческой личности, индивидуальность каждого из нас формируются социальной средой наших общений, пространством коммуникаций, параметрами интеллектуального обмена».
М. Годелье отмечал, что, начиная с «Немецкой идеологии» у Маркса, являясь первым ключевым концептом его теории, приобретает форму концепт способа производства.